# Anna Khitrovo
Anna Khitrovo, död 1698, var en rysk gårdsadelsdam.
Hon var kunglig guvernant och hade ansvaret för tsar Fjodor III av Ryssland under hans barndom 1661-1676. Hon behöll sitt inflytande över tsaren även under hans vuxendom och regeringstid, och omtalas för sin inflytelserika gunstlingsposition vid tsarhovet. 